# Markus Schulte-Lünzum
Markus Schulte-Lünzum (* 16. Juli 1991 in Haltern, heute Haltern am See) ist ein ehemaliger deutscher Mountainbiker, der im Cross-Country aktiv war.

## Karriere
Schulte-Lünzums Heimatsportverein ist der ATV Haltern. 2007 gewann er alle Läufe der Mountainbike-Bundesliga der Klasse U17 und sicherte sich auch den Deutschen Meistertitel. Im Jahr 2008 fuhr er bei den Mountainbike-Weltmeisterschaften in Val di Sole in Italien auf den 8. Platz in der U19 Klasse.
Ab 2008 fuhr er für das deutsche SKS M.I.G., aus dem 2010 das Focus MIG Team und im Jahr 2013 das Focus XC Team wurde.
2009 holte er sich in Schotten den Deutschen Meistertitel in der Kategorie U19 im Cross-Country. Bei den Mountainbike-Europameisterschaft 2009 in Zoetermeer (Niederlande) fuhr er auf den 5. Platz. Mit der Deutschen Staffel holte er sich 2012 bei der Weltmeisterschaft in Champery (CH) und 2013 in Pietermaritzburg (RSA) jeweils Bronze.
In der Saison 2013 gewann Schulte-Lünzum im UCI-Mountainbike-Weltcup zwei Rennen in der U23 und entschied die Gesamtwertung der U23 für sich. Zudem wurde er 2013 überraschend Deutscher U23-Meister im Cyclocross. 2014 wurde er erstmals Deutscher Meister im Cross-Country. 2013 und 2014 wurde er Sportler des Jahres im Kreis Recklinghausen. 
Von 2014 bis 2019 startete Schulte-Lünzum im UCI-Mountainbike-Weltcup in der Elite. Sein bestes Ergebnis im Cross-Country war ein 14. Platz in der Saison 2017 in Albstadt. Sein insgesamt bestes Ergebnis war ein achter Platz in der Saison 2014, das er jedoch im Cross-country Eliminator erzielte. 2016 wurde er in Wombach zum zweiten Mal nach 2014 deutscher Meister der Elite im XCO.
Nachdem sein Team zum Ende der Saison 2019 aufgelöst worden war und er kein neues Team gefunden hatte, wollte Schulte-Lünzum seine Karriere nach den MTB-Weltmeisterschaften 2020 in Albstadt beenden. Aufgrund der Covid-19-Pandemie war die Mediterranean Epic im Februar 2020 bereits sein letztes Rennen.

## Erfolge

### Mountainbike
2009
- Deutscher Meister – Cross-Country XCO (Junioren)

2011
- Deutscher Meister – Cross-Country XCO (U23)
- Gesamtwertung MTB-Bundesliga (U23)

2012
- Weltmeisterschaften – Staffel XCR
- Deutscher Meister – Cross-Country XCO (U23)

2013
- Weltmeisterschaften – Staffel XCR
- zwei Weltcup-Erfolge – Cross-Country XCO (U23)
- Gesamtwertung UCI-MTB-Weltcup – Cross-Country XCO (U23)

2014
- Deutscher Meister – Cross-Country XCO

2016
- Deutscher Meister – Cross-Country XCO

### Cyclocross
2013
- Deutscher Meister (U23)